# راجر ایبانز
راجر ایبانز (انگلیسی: Roger Ibañez؛ زادهٔ ۲۳ نوامبر ۱۹۹۸) بازیکن فوتبال اهل برزیل است که برای باشگاه الاهلی بازی می‌کند.

## سابقه باشگاهی
از باشگاه‌هایی که در آن بازی کرده‌است می‌توان به باشگاه فلومیننزه، رم و آتالانتا اشاره کرد.

## سابقه ملی
وی همچنین در تیم ملی فوتبال زیر ۲۳ سال برزیل و برزیل بازی کرده‌است.

## آمار ملی

### بازی‌های ملی
تا تاریخ ۸ سپتامبر ۲۰۲۳
| برزیل | برزیل | برزیل |
| سال   | بازی  | گل    |
| ----- | ----- | ----- |
| ۲۰۲۲  | ۱     | ۰     |
| ۲۰۲۳  | ۲     | ۰     |
| مجموع | ۳     | ۰     |